# Kosmičko zračenje
Kosmičko zračenje je emisija visokoenergetskih protona i atomskih jezgara koji se kreću kroz svemir gotovo brzinom svjetlosti. Potiču od Sunca, izvan Sunčevog sistema u njegovoj 
, udaljenim galaksijama. Otkrio ih je  Victor Hess 1912., u eksperimentima s balonima. Direktno mjerenje kosmičkih zraka, posebno pri nižim energijama, postalo je moguće od lansiranja prvih satelita, krajem 1950-ih. Detektori čestica, slični onima koji se koriste u nuklearnoj i fizici visokih energija, koriste se na satelitima i svemirskim sondama za istraživanje kosmičkih zraka. Nakon udara sa  Zemljinu atmosferu, kosmički zraci mogu proizvesti  pljuskovi sekundarnih čestica koji ponekad dođu do  površine. Podaci iz Fermi svemirskog teleskopa (2013) protumačeni su kao dokaz da značajan dio primarnih kosmičkih zraka potiče od eksplozija zvijezda supernova.Aktivna galaktička jezgra također proizvode kosmičke zrake, na osnovu zapažanja neutrino i gama-zraka iz blazara TXS 0506 + 056 u 2018.
Izrazito brzi razvoj tehnike i instrumenata nakon Drugog svjetskog rata (usavršeni detektori, radio teleskopi, baloni i sateliti, elektronski uređaji) omogućio je daljnje istraživanje kosmičkog zračenja. Pritom su se prvenstveno proučavali uvjeti stvaranja primarnog zračenja tako visoke energije i visokoenergetski subatomski procesi, od kojih su mnogi prvi put opaženi upravo kod kosmičkog zračenja. Međutim, podrijetlo kosmičkog zračenja nije do danas potpuno razjašnjeno.
Kosmičko zračenje može biti primarno i sekundarno. Primarno zračenje, koje dolazi iz svemira do Zemljine atmosfere, sastoji se od atomskih jezgara. Većinu (oko 90%) čine protoni, zatim (oko 10%) helijeva jezgra, a tek neznatan dio ostala lahkea atomska jezgra elemenata do, uključivo, željeza. Energija primarnog zračenja doseže i do 1018 eV. Sekundarno kosmičko zračenje nastaje sudarom primarnog zračenja s jezgrima koja se nalaze u atmosferi. Takvim sudarima stvaraju se mezoni, hiperoni i različite nuklearne čestice, pa i radioizotopi elemenata, naprimjer ugljikov radioizotop 14C, nastao od dušika14N. Nabijeni π-mezoni pretvaraju se u stabilnije μ-mezone, koji čine glavninu sekundarnog zračenja na Zemljinoj površini. Neutralni π-mezoni pretvaraju se u γ-zrake, koje mogu dalje proizvesti parove elektron–pozitron, a ovi opet stvaraju nove visokoenergetske fotone, koji su izvor daljnjih parova elektron-pozitron. Tako nastaju kaskadne reakcije, koje su izvor takozvanih pljuskova kosmičkih zraka, koje je prvi opisao talijanski fizičar Bruno Rossi.

## Objašnjenje
Ako se negdje izvan zgrade, na otvorenom prostoru, nalazi nabijeni elektroskop,  nakon izvjesnog vremena će se sam od sebe isprazniti. Čak i onda kada se nabijeni elektroskop stavi u posudu od olova, on će se poslije nekog vremena sam od sebe isprazniti. Po tome se zaključuje da ionizaciju zraka, zbog koje se elektroskop isprazni, izazivaju neke vrlo prodorne zrake koje potiču iz svemira, pa se po tome nazivaju kosmičkim zrakama. Da bi se utvrdilo porijeklo tih zraka, vršeni su ekspertimenti u moru, zraku i na kopnu. Pokusi su pokazali da je ionizacija zraka to veća što je veća nadmorska visina iznad površine Zemlje. To je bila potvrda da te zrake potiču iz svemira. Ustanovilo se da jačina kosmičkih zraka na površini Zemlje ovisi o geografskoj širini, da je količina tih zraka najmanja na ekvatoru i da raste prema većim zemljopisnim širinama (prema polovima Zemlje, Sjeverni i Južni pol). To se tumači uticajem geomagnetskog polja na električno nabijene čestice kosmičkog zračenja. Ispitivanjem tih zraka se ustanovilo da u njima ima pozitivno i negativno nabijenih čestica i da su one materijalne zrake, to jest da su sastavljene od sitnih čestica koje nose električni naboj.
Danas se pretpostavlja da kosmičke zrake nastaju pri velikim promjenama elektromagnetskih polja Sunca i zvijezda kao posljedica snažnih erupcija. Tako jaka polja daju električki nabijenim česticama koje se stvaraju kod erupcija, brzine, približno jednake brzini svjetlosti, pa čestice odu u svemir. Energija kosmičkih zraka dostiže do 1016 eV. Zbog te energije kosmičke zrake imaju veliku prodornost.
Pozitivne čestice u kosmičkim zrakama su pozitroni. Kad elektroni i pozitroni u kosmičkim zrakama prolaze kroz prostor, razbijaju atomska jezgra materije kojom je prostor ispunjen. Kod svakog sudara dolazi do emisije gama-zraka. Gama-zrake šire se dalje u prostor, a kod sudara s atomskim jezgrom nastaje jedan par elektron–pozitron. Naime, u kosmičkim zrakama nalaze se fotoni velike energije h∙ν. Energija fotona pretvara se u masu mp pozitrona i masu me elektrona, te je:
{\displaystyle h\cdot \nu =m_{p}\cdot c^{2}+m_{e}\cdot c^{2}}
gdje je mp = me.
Kod prodora kosmičkih zraka kroz olovo utvrđeno je da u njima postoje čestice čija je masa veća od mase elektrona, a manja od mase protona. To su mezoni.

### Kosmičke čestice
Kosmičke zrake su energetske električki nabijene subatomske čestice, koje dolaze iz vanjskog svemira i sudaraju se sa Zemljinom atmosferom. One mogu stvoriti sekundarne čestice (spalacija) koje mogu proći Zemljinu površinu, pa i dublje. Kosmičke zrake su iste čestice koje se kao stabilni dijelovi atoma, mogu pronaći na Zemlji: protoni, atomskog jezgra ili elektroni. To su slične čestice koje kruže unutar akceleratora čestica, s tom razlikom da su energije kosmičkih zraka veće.
Pojam "zrake" dolazi iz ranih dana istraživanja radijacije, kada se bila koja struja ionizirane radijacije opisivana pojmom "zrake". U to vrijeme kada su nazvane kosmičke zrake, još se nije poznavala njihova priroda i pretpostavljalo se da bi mogle biti oblik elektromagnetskog zračenja, kao γ-zrake. Čestice kosmičkih zraka dolaze pojedinačno, ne u obliku zraka – iako jedna čestica može stvoriti “pljusak” puno sekundarnih čestica. Danas se priroda čestica kosmičkih zraka treba naglasiti, tako da bi ih bilo korektnije zvati kosmičke čestice.
Oko 89% dolazećih kosmičkih zraka su jednostavni protoni (jezgro vodika), 10% su jezgra helija (alfa-čestice) i 1% su teži elementi. Te jezgre vodika i helija čine 99% kosmičkih zraka. Pojedinačni elektroni (poput beta-čestica) čine ostalih 1% galaktičkih kosmičkih zraka – to su kosmičke zrake koje dolaze izvan Sunčevog sistema. Još uvijek je nepoznato odakle ti elektroni dolaze i zašto imaju ubrzanje manje od atomskih jezgara.
Porijeklo kosmičkih zraka je različito, jer jedan dio dolazi od Sunca, kao i od ostalih zvijezda, a drugi dio od nepoznatih događaja iz najudaljenijih dijelova vidljivog svemira. Kosmičke zrake imaju energiju veću od 1020 eV, puno veću nego što stvara akcelerator čestica – 1012 do 1013 eV.
Kosmičke zrake imaju najznačajniju ulogu u stvaranju litija, berilija i bora u svemiru, u procesu koji se zove nukleosinteza. One stvaraju neke radioizotope na Zemlji, kao ugljik-14. U historiji fizike, značajne su jer uz njihove reakcije došlo se do otkrića pozitrona, miona i piona (pi-mezona). Zračenje kosmičkih zraka je najvećim dijelom sastav prirodnog pozadinskog zračenja na površini Zemlje i jako se teško zaštiti od njega, tako da je to jedan od najvećih problema za međuplanetarna putovanja.

## Sastav
Kosmičke zrake se mogu podijeliti na primarne i sekundarne. Galaktičke kosmičke zrake koje dolaze do Sunčevog sistema su primarni izvor. One zatim reagiraju s međuzvjezdanom materijom i stvaraju sekundarne kosmičke zrake. Sunce isto emitira niskoenergetske kosmičke zrake, koje su povezane sa Sunčevim bakljama.
Teži elementi kosmičkih zraka, kao što su jezgra ugljika i kisika, sudaraju se s međuzvjezdanom materijom i lome se na lakše jezgre – litij, berilij i bor. Pored toga, još teža jezgra, kao što su željezo i nikl, kada se sudaraju s međuzvjezdanom materijom, nastaju ioni skandija, titanija, vanadija i mangana. 
Od primarnih kosmičkih zraka, koji potiču izvan Zemljine atmosfere, oko 99% su jezgra dobro poznatih atoma (lišenih elektronske ljuske), a oko 1%  usamljeni elektroni (to jest, jednsn tip beta čestica). Od jezgara, oko 90% su jednostavni protoni (tj. jezgra vodika); 9% su alfa čestice, identične jezgrima helija, a 1% su jezgra težih elemenata, nazvanih HZE ioni.

### Različite količine kosmičkih zraka
Kada tok kosmičkih zraka ulazi u gornji sloj Zemljine atmosfere, količina emisije na Zemljinu površinu, ovisi o dvije pojave: Sunčevom vjetru i Zemljinom magnetskom polju. Sunčev vjetar je raspršena magnetizirana plazma, koja dolazi sa Sunca i koja može usporiti dolazeće kosmičke čestice, kao i odbiti neke čestice koje imaju energiju manju od 1 GeV. Količina Sunčevog vjetra je promjenjiva i ovisi o 11-godišnjem Sunčevom ciklusu, tako da za vrijeme Sunčevog maksimuma, najmanja količina kosmičkih zraka dođe do Zemljine površine. Osim toga, Zemljino magnetsko polje odbija i lomi jedan dio kosmičkih zraka, pa tako količina kosmičkih zraka koje padnu na Zemljinu površinu ovisi i o geografskoj širini, geografskoj dužini i azimutskom uglu. U smjeru istok-zapad, količina kosmičkih zraka se mijenja, zbog polarnosti Zemljinog magnetskog polja. Količina kosmičkih zraka na ekvatoru je manja nego na polovima, zato što je i gustoća magnetnih linija rjeđa na polovima. Magnetski polovi ne podudaraju se s geografskim polovima (magnetska deklinacija).
Na velikoj udaljenosti od Sunca, otprilike 94 astronomske jedinice, dokle seže heliosfera, postoji područje do kojeg stiže Sunčev vjetar i s nadzvučne brzine prelazi ispod brzine zvuka, pa se stvara “krajnji udar Sunčevog vjetra”. Između krajnje granice heliosfere,  zvane heliopauza i “krajnjeg udara Sunčevog vjetra”, nalazi se područje  Sunčeva ravnica, koje smanjuje energiju kosmičkih zraka za 90%.

## Uočavanje
Jezgra atoma koje čine kosmičke zrake, mogu putovati velike udaljenosti do Zemlje, zbog male gustoće materije u svemiru. Kada stignu do Zemlje,  atomska jezgra snažno udaraju u jezgra atmosferskih plinova. Ti sudari, zvani pljusak subatomskih čestica, stvaraju pione (pi-mezone) i K-mezone, nestabilne mezone koji brzo prelaze u mione. Mioni ne reagiraju s atmosferom i dodatno zbog vremenske dilatacije, oni lahko stižu do Zemljine površine i čak mogu prodrijeti do unutrašnjosti plitkih rudnika. Mioni su uključeni u ionizirajuće zračenje, pa se lahko mogu otkriti pom oću Wilsonove komore.
Kosmičke zrake koje se sudaraju izvan Zemljine atmosfere, s elementima težim od vodika i helija, mogu se otkriti s visokoenergetskim emisijama gama-čestica, koristeći teleskope s gama-česticama.
Kosmičke zrake se mogu otkriti ako prolaze kroz detektor čestica, koji se nalaze na satelitima ili balonima,  na velikim visinama. Detektor čestica sastoji se od dvije ploče polikarbonatske plastike, koje se diretno izlažu kosmičkom zračenju. Nakon povratka u laboratoriju, ploče se polijevaju rastvorom tople natrijeve baze (NaOH), dok se ne pojave mali stožasti zarezi. Ako se promatra pod mikroskopom, može se utvrditi i električni naboj i energija čestice. Kod nuklearne fuzije, koristi se detektor čestica.

## Interakcija sa Zemljinom atmosferom
Nakon što uđu u Zemljinu atmosferu, kosmičke čestice se sudaraju s molekulama, uglavnom dušika i kisika, stvarajući slapove manjih čestica, zvane pljusak elementarnih čestica. Broj sekundarnih čestica koje nastaju nakon sudara jedne primarne čestice, može biti i na milijarde. Uglavnom nastaju pioni (pi-mezoni) i K-mezoni, nestabilni mezoni koji brzo prelaze u mione. 
Kosmičke zrake stalno stvaraju i nestabilne izotope u Zemljinoj atmosferi, kao što je ugljik-14:
{\displaystyle \mathrm {p+^{14}N\rightarrow n+^{14}C} }
Kosmičke zrake drže količinu ugljika-14 u atmosferi uglavnom stalnim (70 tona) u zadnjih 100.000 godina, sve do 1950-ih, kada se započelo s testiranjem nuklearnog oružja. Ta se činjenica koristi u arheologiji, za datiranje ugljikom-14 ili utvrđivanje starosti nekog nalaza.
Produkti reakcije sekundarnih kosmičkih zraka i vijek trajanja:
- tricij (12,3 godine)
- berilij-7 (53,3 dana)
- berilij-10 (1 600.000 godina)
- ugljik-14 (5.730 godina)
- natrij-22 (2,6 godina)
- natrij -24 (15 sati)
- magnezij-28 (20,9 sati)
- silicij-31 (2,6 sati)
- silicij-32 (101 godina)
- fosfor-32 (14,3 dana)
- sumpor-35 (87,5 dana)
- sumpor-38 (2,8 sati)
- hlor-34 (32 min)
- hlor-36 (300.000 godina)
- hlor-38 (37,2 min)
- hlor-39 (56 min)
- argon-39 (269 godina)
- kripton-85 (10,7 godina)

## Istraživanje
Detektori kosmičkih zraka se postavljaju na Zemlji, u svemirskim letilicama (Voyager 1,Voyager 2, Cassini-Huygens, SOHO) i u balonima.

## Historija
Nakon što je Antoine Henri Becquerel, 1896.,  otkrio radioaktivnost, vjerovalo se da kosmičke zrake dolaze iz zemlje, od zračenja radioaktivnih elemenata kao što je radon. U 1909., Theodor Wulf razvio je elektrometar, uređaj koji je mjerio stvaranje iona, u zatvorenom spremniku. U 1912. Victor Franz Hess stavio je elektrometar u balon, koji je podignuo na 5.300 metara, otkrivši da se zračenje pojačalo za otprilike 4 puta nego na površini Zemlje.
Pojam kosmičke zrake stvorio je Robert Andrews Millikan, koji je dokazao da one dolaze izvan Zemljine atmosfere. Zatim su Gottlieb i Van Allen 1948. dokazali su da se primarne kosmičke zrake uglavnom sastoje od protona i nešto jezgru helija (alfa-čestice) i sasvim malim udjelom teških atomskih jezgri.

## Djelovanje

### Promjene u atmosferi
Kosmičke zrake u atmosferi ioniziraju molekule dušika i kisika, što vodi do brojnih reakcija. Jedna od rnjih vodi do ozonskih rupa, ali taj udio je puno manji od uticaja freona.

### Uticaj na ljude
Kosmičke zrake čine udio godišnje radijacije na ljude. Na primjer, u Australiji je ukupno prirodno zračenje na ljude 2,3 miliSieverta, dok kosmičke zrake prosječno zrače na ljude 0,3 miliSieverta (13%).
Postoji niz inicijativa za istraživanje kosmičkih zraka, dolje navedenih.

#### Prizemni
- Akeno Armatura s gigantskim zračnim tušem
- Zrake čikaškog tuša
- CHICOS
- CLOUD
- GAMMA
- GROŽĐE-3
- HAWC
- Visokoenergetski stereoskopski sistem
- Detektor kosmičkih zraka Fly's Eye visoke rezolucije
- HEGRA
- IceCube
- KASCADE
- MAGIC
- MARIACHI
- Milagro
- CRIPT
- NMDB
- Opservatorija Pierre Auger
- QuarkNet
- Svemirski brod Zemlja
- Projekt niza teleskopa
- Tunka eksperiment
- VERITAS
- Washington Coincidence Array

### Sateliti
- PAMELA
- Alfa magnetski spektrometar
- ACE (Napredni istraživač kompozicije)
- Voyager 1 i Voyager 2
- Cassini – Huygens
- HEAO 1,  HEAO 2,  HEAO 3
- Fermi gama-svemirski teleskop
- Solarna i heliosferska opservatorija
- Interstellar Boundary Explorer
- Langton ultimativni detektor intenziteta kosmičkih zraka

### Baloni
- BESS
- Napredni tanki ionizacijski kalorimetar
- TRACER (detektor kosmičkih zraka)
- TIGER  Arhivirana inačica izvorne stranice od 3. svibnja 2012. (Wayback Machine)
- Energija i masa kosmičkih zraka (KREMA)
- PERDaix
- HEAT (Visokoenergetski teleskop antimaterije))]

### Uloga u okolinskom zračenju
Kosmički zraci čine dio godišnje izloženosti zračenja ljudi na Zemlji, u prosjeku 0,39 mSv,  od ukupno 3 mSv godišnje (13% ukupne pozadine) za Zemljinu populaciju. Međutim, pozadinsko zračenje kosmičkih zraka raste s nadmorskom visinom, s 0,3 mSv godišnje za područja na morskom nivou na 1,0 mSv godišnje za veće gradove, povećavajući izloženost kosmičkom zračenju na četvrtinu ukupne izloženosti pozadinskom zračenju za stanovništvo navedenih gradova. Posade aviokompanija koje lete na velikim daljinskim rutama mogu biti izložene 2,2 mSv dodatnog zračenja svake godine zbog kosmičkih zraka, gotovo udvostručujući njihovu ukupnu izloženost ionizujućem zračenju. 
| Radijacija | Radijacija            | UNSCEAR          | UNSCEAR       | Princeton | Wa State | MEXT  | Napomena |
| Tip        | Izvor                 | Svjetski prosjek | Tipski raspon | SAD       | SAD      | Japan | Napomena |
| ---------- | --------------------- | ---------------- | ------------- | --------- | -------- | ----- | --- |
| Prirodno   | Zrak                  | 1,26             | 0,2–10,0a     | 2,29      | 2,00     | 0,40  | Prvenstveno od radona, (a) ovisi o unutrašnjoj akumulaciji plina radona. |
| Prirodno   | Unutrašnji            | 0,29             | 0,2–1,0b      | 0,16      | 0,40     | 0,40  | Uglavnom iz radioizotopa u hrani (40K, 14C, itd.) (b Uglavnom iz izotopa u hrani (40K, 14C, etc.) (b)depends on diet.                                                               |
| Prirodno   | Zemljišni             | 0,48             | 0,3–1,0c      | 0,19      | 0,29     | 0,40  | (c) Ovisi o sastavu tla i građevinskom materijalu konstrukcija. |
| Prirodno   | Kosmička              | 0,39             | 0,3–1,0d      | 0,31      | 0,26     | 030   | (d)Općenito povećanje s porastom nadmorske visine. |
| Prirodno   | Podukupno             | 2,40             | 1,0–13,0      | 2,95      | 2,95     | 1,50  | |
| Vještački  | Medicinski            | 0,60             | 0,03–2,0      | 3,00      | 0,53     | 2,30  | |
| Vještački  | Radioaktivne padavine | 0,007            | 0–1+          | –         | –        | 0,01  | Vrhunac u 1963., sa skokom 1986.; još uvijek visoko u blizini mjesta nuklearnih pokusa i nesreća. Za Sjedinjene Države padavine su uključene u druge kategorije.                    |
| Vještački  | Ostalo                | 0,0052           | 0–20          | 0,25      | 0,13     | 0,001 | Prosječna godišnja izloženost na radu je 0,7 mSv; rudarski radnici imaju veću izloženost. Stanovništvo u blizini nuklearnih elektrana ima dodatnih ≈ 0,02 mSv izloženosti godišnje. |
| Vještački  | Podukupno             | 0,6              | 0 – deseci    | 3,25      | 0,66     | 2,311 | |
| Svekupno   | Svekupno              | 3,00             | 0 – deseci    | 6.20      | 3.61     | 3.81  | |

Podaci su za vrijeme prije  nuklearne katastrofe Fukushima Daiichi. Vrijednosti koje je kreirao UNSCEAR, japanski Nacionalni institut za radiološke nauke, koji je sažeo UNSCEAR-ove podatke.

### Uticaj na elektronske uređaje
Kosmičke zrake imaju dovoljno energije da izmijene stanje elemenata u elektroničkim integriranim krugovima, uzrokujući kratkotrajne greške, kao što je promjena podataka u radnoj memoriji ili kriva operacija procesora. To je veliki problem kod elektroničkih uređaja u satelitima. Kako tranzistori postaju sve manji i manji, sve više se pojavljuje sličan problem i na tlu Zemlje. Jedna studija tvtke IBM napravljene 1990., pokazala je da računala dožive jednu pogrešku uzrokovanu kosmičkim zrakama po 256 megabajta memorije i u jednom mjesecu. Da bi se ublažio taj problem, tvrtka Intel predložila je ugradnju detektora kosmičkih zraka, koji bi se mogli ugraditi u buduće male mikroprocesore, kako bi mogli ponoviti zadnju komandu, prije uticaja kosmičke čestice.
Kosmičke zrake su nedavno osumnjičene za mogući uzrok avionske nesreće tvtke Qantas Airways, na linijskom putničkom zrakoplovu Airbus A330, koji je dva puta ponirao stotinjak metara, nakon nepravilnosti u radu kontrolnog sustava leta. Puno putnika i članova posade je ozlijeđeno, neki ozbiljno. Nakon nesreće, istražitelj je utvrdio da je kontrolni sustav leta primio oznaku na ekranu, koja se ne može objasniti, a da je cijeli sustav radio ispravno. To je ponukalo tvrtke u cijelom svijetu da dograde programe za putničke zrakoplove Airbus A330 i A 340, tako da oznake na ekranima budu filtrirane elektronski.

## Također pogledajte
- Elektromagnetsko zračenje

## Dopunska literatura
- De Angelis, Alessandro; Pimenta, Mario. 2018. Introduction to particle and astroparticle physics (multimessenger astronomy and its particle physics foundations). Springer. doi:10.1007/978-3-319-78181-5. ISBN 978-3-319-78181-5
- R.G. Harrison and D.B. Stephenson, Detection of a galactic cosmic ray influence on clouds, Geophysical Research Abstracts, Vol. 8, 07661, 2006 SRef-ID: 1607-7962/gra/EGU06-A-07661
- Anderson, C. D.; Neddermeyer, S. H. 1936. Cloud Chamber Observations of Cosmic Rays at 4300 Meters Elevation and Near Sea-Level (PDF). Phys. Rev. (Submitted manuscript). 50 (4): 263–271. Bibcode:1936PhRv...50..263A. doi:10.1103/physrev.50.263
- Boezio, M. 2000. Measurement of the flux of atmospheric muons with the CAPRICE94 apparatus. Phys. Rev. D. 62 (3): 032007. arXiv:hep-ex/0004014. Bibcode:2000PhRvD..62c2007B. doi:10.1103/physrevd.62.032007
- R. Clay and B. Dawson, Cosmic Bullets, Allen & Unwin, 1997. ISBN 1-86448-204-4
- T. K. Gaisser, Cosmic Rays and Particle Physics, Cambridge University Press, 1990. ISBN 0-521-32667-2
- P. K. F. Grieder, Cosmic Rays at Earth: Researcher's Reference Manual and Data Book, Elsevier, 2001. ISBN 0-444-50710-8
- A. M. Hillas, Cosmic Rays, Pergamon Press, Oxford, 1972 ISBN 0-08-016724-1
- Kremer, J. 1999. Measurement of Ground-Level Muons at Two Geomagnetic Locations. Phys. Rev. Lett. 83 (21): 4241–4244. Bibcode:1999PhRvL..83.4241K. doi:10.1103/physrevlett.83.4241
- Neddermeyer, S. H.; Anderson, C. D. 1937. Note on the Nature of Cosmic-Ray Particles (PDF). Phys. Rev. (Submitted manuscript). 51 (10): 884–886. Bibcode:1937PhRv...51..884N. doi:10.1103/physrev.51.884
- M. D. Ngobeni and M. S. Potgieter, Cosmic ray anisotropies in the outer heliosphere, Advances in Space Research, 2007.
- M. D. Ngobeni, Aspects of the modulation of cosmic rays in the outer heliosphere, MSc Dissertation, Northwest University (Potchefstroom campus) South Africa 2006.
- D. Perkins, Particle Astrophysics, Oxford University Press, 2003. ISBN 0-19-850951-0
- C. E. Rolfs and S. R. William, Cauldrons in the Cosmos, The University of Chicago Press, 1988. ISBN 0-226-72456-5
- B. B. Rossi, Cosmic Rays, McGraw-Hill, New York, 1964.
- Martin Walt, Introduction to Geomagnetically Trapped Radiation, 1994. ISBN 0-521-43143-3
- Taylor, M.; Molla, M. 2010. Towards a unified source-propagation model of cosmic rays. Publ. Astron. Soc. Pac. 424: 98. Bibcode:2010ASPC..424...98T
- Ziegler, J. F. 1981. The Background in Detectors Caused By Sea Level Cosmic Rays. Nuclear Instruments and Methods. 191 (1): 419–424. Bibcode:1981NIMPR.191..419Z. doi:10.1016/0029-554x(81)91039-9
- TRACER Long Duration Balloon Project: the largest cosmic ray detector launched on balloons.
- Carlson, Per; De Angelis, Alessandro. 2011. Nationalism and internationalism in science: the case of the discovery of cosmic rays. European Physical Journal H. 35 (4): 309–329. arXiv:1012.5068. Bibcode:2010EPJH...35..309C. doi:10.1140/epjh/e2011-10033-6

## Vanjske poveznice
- Aspera European network portal
- Animation about cosmic rays on astroparticle.org
- Helmholtz Alliance for Astroparticle Physics
- Particle Data Group review of Cosmic Rays by C. Amsler et al., Physics Letters B667, 1 (2008).
- Introduction to Cosmic Ray Showers by Konrad Bernlöhr.
- BBC news, Cosmic rays find uranium, 2003.
- BBC news, Rays to nab nuclear smugglers, 2005.
- BBC news, Physicists probe ancient pyramid (using cosmic rays), 2004.
- Shielding Space Travelers by Eugene Parker.
- Anomalous cosmic ray hydrogen spectra from Voyager 1 and 2
- Anomalous Cosmic Rays  Arhivirana inačica izvorne stranice od 12. kolovoza 2009. (Wayback Machine) (From NASA's Cosmicopia)
- Review of Cosmic Rays  Arhivirana inačica izvorne stranice od 5. rujna 2009. (Wayback Machine)
- "Who's Afraid of a Solar Flare? Solar activity can be surprisingly good for astronauts." 7 October 2005, at Science@NASA
- video of Muon detector in use at Smithsonian Air and Space Museum
- Dr. Lothar Frey "Cosmic rays and electronic devices" (YouTube Video) SpaceUp|SpaceUp Stuttgart 2012
- ARMAS, Real-time cosmic-ray radiation measurements at aviation altitudes  Arhivirana inačica izvorne stranice od 8. ožujka 2021. (Wayback Machine).
- Padilla, Antonio (Tony). Where do Cosmic Rays come from?. Sixty Symbols. Brady Haran for the University of Nottingham